# Stockholm Open 2018
Stockholm Open 2018 — тенісний турнір, що проходив на кортах з твердим покриттям у місті Стокгольм, Швеція з 15 жовтня. Належав до категорії ATP World Tour 250.

## Фінальна частина

### Одиночний розряд
Стефанос Ціціпас —  Ернестс Гулбіс 6–4, 6–4

### Парний розряд
Люк Бембрідж /  Джонні О'Мара —  Маркус Даніелл /  Веслі Колгоф 7–5, 7–6(10–8)